# کاراوباس
کاراوباس (به پرتغالی: Caraúbas, Rio Grande do Norte) یک شهرستان در برزیل است که در ریو گرانده شمالی واقع شده‌است.